# San Vicente de Tagua Tagua
San Vicente de Tagua Tagua é uma comuna da província de Cachapoal, localizada na Região de O'Higgins, Chile. Possui uma área de 475,8 km² e uma população de 40 253 habitantes (2002).